# Музолёв, Михаил Семёнович

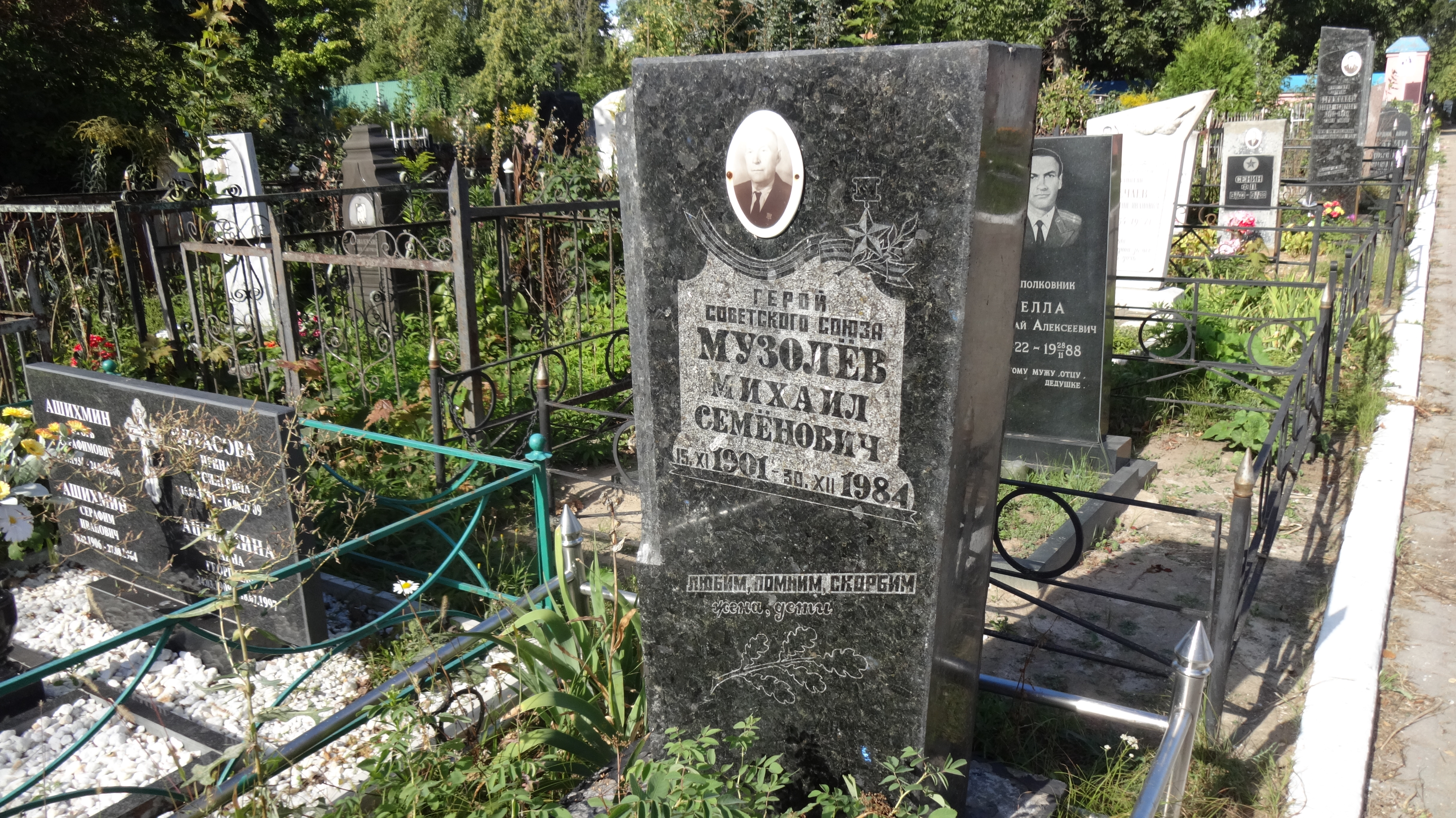
Надгробный памятник Михаила Семёновича Музолёва.

Михаил Семёнович Музолёв (1901—1984) — старший сержант Рабоче-крестьянской Красной Армии, участник Великой Отечественной войны, Герой Советского Союза (1944).

## Биография
Михаил Музолёв родился 15 ноября 1901 года в деревне Васильевка (ныне — Колпнянский район Орловской области). Окончил начальную школу. В 1920—1922 годах проходил службу в Рабоче-крестьянской Красной Армии, участвовал в боях Гражданской войны. После демобилизации работал в сельском хозяйстве, в 1930-е годы был секретарём сельского совета. В апреле 1942 года Музолёв был призван на службу в Рабоче-крестьянскую Красную Армию и направлен на фронт Великой Отечественной войны. За время войны пять раз был ранен.
К октябрю 1943 года старший сержант Михаил Музолёв был помощником командира взвода 5-й стрелковой роты 467-го стрелкового полка 81-й стрелковой дивизии 61-й армии Центрального фронта. Отличился во время битвы за Днепр. 1 октября 1943 года Музолёв вместе с передовой группой переправился через Днепр в районе деревни Глушец Лоевского района Гомельской области Белорусской ССР и принял активное участие в боях за захват и удержание плацдарма, отразив двадцать две немецких контратаки. В тех боях Музолёв несколько раз поднимал своих товарищей в атаки, сам был ранен, но продолжал сражаться.
Указом Президиума Верховного Совета СССР «О присвоении звания Героя Советского Союза генералам, офицерскому, сержантскому и рядовому составу Красной Армии» от 15 января 1944 года за «образцовое выполнение боевых заданий командования на фронте борьбы с немецкими захватчиками и проявленными при этом отвагу и геройство» старший сержант Михаил Музолёв был удостоен высокого звания Героя Советского Союза с вручением ордена Ленина и медали «Золотая Звезда» за номером 3911.
После окончания войны Музолёв был демобилизован. Проживал в Орле. После окончания совпартшколы работал в областном комитете народного контроля. Скончался 30 декабря 1984 года, похоронен на Троицком кладбище Орла.
Был также награждён рядом медалей.
В честь Музолёва названа школа в селе Ахтырка Колпнянского района.